# Tsukuyomi Moon Phase
Tsukuyomi -Moon Phase- – manga i anime autorstwa Keitarō Arima.

## Opis fabuły
Historia rozpoczyna się, gdy Kouhei udaje się do mrocznego zamczyska w Niemczech. Spotyka tam Hazuki i uwolniwszy ją z rąk strażnika zamku, wraca do rodzinnej Japonii. Jednak do Japonii trafia także Hazuki. Odtąd główny bohater musi znosić jej kaprysy i hamować krwiopijcze zapędy. 

## Główni bohaterowie
- Hazuki (jap. 葉月 Hazuki) / Luna (jap. ルナ Runa) – młoda i kapryśna wampirzyca
- Kōhei Morioka (jap. 森丘 耕平 Morioka Kōhei) – fotograf pracujący dla magazynu okultystycznego.

## Anime
Seria liczy 25 odcinków po 25 min. oraz jeden odcinek specjalny.